# Ponte di Bard
Il ponte di Bard è un ponte ad arco della Valle d'Aosta, che attraversa la Dora Baltea tra i comuni di Bard e Hône.

## Storia
L'origine del ponte è incerta, anche se è presunta un'origine di epoca romana. Il primo riferimento all'opera è del 1272: nella Computa della Castellania di Bard, conservati presso l'Archivio di Stato di Torino, si parla di "tasse percepite" sul "pons bardi".
Ulteriori attestazioni del ponte si hanno anche in documenti del 1343 e del 1469, oltre al periodo tra il 1592 e il 1596 in riferimento ad un'alluvione.
Da documenti più recenti risulta che il ponte fosse pericolante nel 1763, ma una sua ristrutturazione avvenne nel 1787. In tempi più recenti, nello specifico negli anni '90 del XX secolo, il ponte venne riconsolidato.
In passato l'alveo della Dora Baltea aveva una lunghezza superiore a quella attuale; conseguentemente era maggiore anche la lunghezza del ponte e, infatti, tre archi più piccoli sono attualmente interrati dal lato di Hône.

## Caratteristiche
Il ponte è realizzato in pietra ed è composto da 2 archi, con i quali collega la parte bassa del borgo di Bard, innestandosi sulla Strada statale 26 della Valle d'Aosta, con la parte sud-orientale di Hône, in Rue Émile Chanoux. Il suo tracciato è in leggera pendenza, in discesa da Bard a Hône.
A circa metà del ponte, sul lato a nord della balaustra di protezione, è presente un'edicola che contiene le statue di San Grato, la Vergine delle Grazie e Sant'Antonio.
Si trova a poca distanza dal Forte di Bard e a pochi metri della confluenza del torrente Ayasse nella Dora Baltea. Su di essa transita la Via Francigena.